# مقاطعة جونز (داكوتا الجنوبية)
جونز (بالإنجليزية: Jones)‏ هي إحدى مقاطعات ولاية داكوتا الجنوبية في الولايات المتحدة الأمريكية.